# 副脾
副脾（ふくひ、英: accessory spleen、独: Nebenmilz、仏: rate accessoire, rate supplementaire、羅: lien accessorius, lien succenturiatus）は、脾臓の奇形の一種。本来の脾臓とは別に1個から数個の、組織学的に脾臓と同様の所見を示す組織が成長する。
通常1個である脾臓が本来とは異なる場所にある遊走脾とは区別される。

## 概要

### 原因
発生学的原因について、完全には解明されていない。
外傷（軽度の脾破裂）や脾摘の際、細胞が腹腔内に散らばり（自家移植）、それらが最終的に副脾に成長するという説がある。

### 疫学
ヒトにおける発生頻度は文献により異なる。剖検例で10-30％、剖検例・脾摘例および生検例で10％前後、血小板減少性紫斑病・遺伝性球状赤血球症などの血液疾患を有する場合は23-31％など。また、副脾その他の脾臓の形成異常は、13トリソミー(パトウ症候群)に特徴的であるという報告がある。

### 病理学
脾門、膵尾、大網などの腹腔内にできることが多い。まれに後腹膜腔や陰嚢内にに認められる。丸みを帯びた形で、大きさは通常1-1.5cm、最大4cm。1個または複数個発生するが6個を超えることはめったにない。
脾摘後、代償性肥大を示す。

### 臨床
多くは無症状で、臨床上問題になることはない。腹部超音波またはＣＴにより偶発的に発見されることが多い。
副脾が存在しても害はないので、外科的に切除する必要はない。ただし、epidermoid cystなどの病変があれば話は別である。
その他、ハイリスク要因として大網や脾門にできた副脾は茎捻転を起こし急性腹症の原因となり得る。副脾の破裂により出血性ショックを起こすことがある。

## その他
日本における初めての生体肝移植の際、レシピエントの脾臓が肥大しており、このままでは静脈を圧迫するので切除した。偶然ではあるがレシピエントには副脾が存在し、それを残した。